# Aporrectodea limicola
Aporrectodea limicola är en ringmaskart som först beskrevs av Wilhelm Michaelsen 1890.  Aporrectodea limicola ingår i släktet Aporrectodea, och familjen daggmaskar. Arten är reproducerande i Sverige.